# NGC 950
NGC 950 este o galaxie spirală situată în constelația Balena. A fost descoperită în 1886 de către Ormond Stone⁠(d). Se află la o distanță de 62,71 de megaparseci de Pământ.